# かせ栞
かせ 栞（かせ しおり、8月8日 - ）は作詞・作曲・編曲も手がける正統派アイドル。秋葉原や都内ライブハウスあさがやドラムを中心に活動。70〜80年代のアイドル曲が大好き。2010年1月1日付で「加瀬しおり」から「かせ栞」に改名。2011年3月8日にクラウン徳間系列スタジオソングスから、「小さな恋の夏色メロディ」でメジャーデビュー。

## ディスコグラフィー

### プチアルバム
1. ちぇぃり〜まじっく（2006年5月）
2. オトメロマンチック（2006年8月）
3. 初恋りんご（2007年7月7日）
4. 泣いちゃいそうだよ（2008年3月20日）
5. セーラー服とLOVEsマシンガン（2009年7月7日）
6. りんごノスタルジック（2010年7月7日）
7. モーレツに恋して（2010年7月7日）
8. ボクの南十字星（2010年10月10日）
9. ひまわり（2010年12月12日）
10. そばかすなんて（2011年1月22日）
11. おかしな恋煩い（2012年12月30日）（c/w 卒業旅行） 作詞・作曲/かせ栞 編曲/高橋浩平

クラウン徳間/スタジオソングスから
1. 小さな恋の夏色メロディ（2011年3月8日 メジャーデビュー）
2. 夏少女~SE・I・TO・U・HA~ （2012年8月8日） 作詞・作曲/かせ栞 編曲/高橋浩平

### ベストアルバム
1. ご注文はしおりどん（2007年4月14日）
2. しおりForever（2009年2月15日）

### 「ダメダメ学園失恋組」名義
1. 負けるもんか!!（2006年11月）
2. サヨナラしたって（2007年2月3日）
3. やってらんない（2011年4月3日）

### 「金欠高校チャリ通Boys」名義
1. 勝てるもんか…（2007年5月）
2. 学ラン浪漫ッス（2009年8月29日）

### 「ワラシちゃん」名義
1. 座敷童子上京唄（2007年6月）

### 「妖怪かしましガール」名義
かせ栞(加瀬しおり)/座敷童子、小野はるか/ねこ娘、紺野かおり/雪女 による妖怪娘3人ユニット
1. 妖怪人生踏んだり蹴ったり（2008年）

## 出演

### テレビ
- テレビ東京「ぶち抜きロンブー」
- NHK「デジタルスタジオ」

### ラジオ
渋谷FM

### その他
- ネットテレビ「キュンキュンしチャオ」[1]